# Adelomyrmex betoi
Adelomyrmex betoi é uma espécie de formiga do gênero Adelomyrmex, pertencente à subfamília Myrmicinae.